# الحب صعب على الأوتاكو
'الحب صعب على الأوتاكو' (ヲタクに恋は難しい أوتاكو ني كوي وا موزوكاشيٍ)
هي مانغا يابانية من النوع ويب كومكس للكاتب فوجيتا وتمّ نشرها لأول مرة في مجلة بيكسيف في 17 أبريل 2014، بدأت إيتشيجينشا نشر المانغا في 30 أبريل 2015 والمجلدات 4 الأخرى حتى أغسطس 2017. تمّ إنتاج الأنمي في استوديوهات أيه-1 بكتشرز الذي تم الإعلان عن عرضه في 12 أبريل 2018.

## القصة
نارومي موظفة مكتب تخفي نمط حياتها الفيجوشي. هيروتاكا رجل وسيم ومتفوق في عمله لكنه أيضا يخفي سرّه كونه أوتاكو.

## الشخصيات
- هيروتاكا نيفوجي (باليابانية: 二藤宏嵩)

أداء صوتي: كينت إتو
- نارومي موموسي(باليابانية: 桃瀬成海)

أداء صوتي: أريسا داتيه
- تارو كاباكورا (باليابانية: 樺倉太郎)

أداء صوتي: توموكازو سوغيتا
- هاناكو كوياناجي (باليابانية: 小柳花子)

أداء صوتي: ميوكي ساواشيرو
- ناويا نيفوجي (باليابانية: 二藤尚哉)

أداء صوتي: يوكي كاجي
- كو ساكوراجي (باليابانية: 桜城 光)

أداء صوتي: آوي يوكي

## وسائل الإعلام

### مانغا
المجلد الأول تم إصداره في 30 أبريل 2015 والمجلدات الأربع الأخرى حتى أغسطس 2017.

#### المجلدات
| م. | تاريخ الإصدار  | ردمك                   |
| -- | -------------- | ---------------------- |
| 1  | 30 أبريل 2015  | ISBN 978-4-75-800846-4 |
| 2  | 31 مارس 2016   | ISBN 978-4-75-800899-0 |
| 3  | 23 ديسمبر 2016 | ISBN 978-4-75-800934-8 |
| 4  | 26 يوليو 2017  | ISBN 978-4-75-800951-5 |
| 5  | 2 فبراير 2018  | ISBN 978-4-75-800979-9 |

#### أنمي
الأنمي تم إنتاجه في إستوديوهات أيه-1 بكتشرز وسيتم عرضه ابتداءا من 12 أبريل 2018 على كتلة البرمجة نويتامينا في فوجي تي في. الأنمي تم إخراجه بواسطة يوشيماسا هيرايكي، تاكاهيرو ياسودا مصمم الشخصيات وأكيميتسو هونما الملحن.

## الجوائز والترشيحات
| السنة | الجائزة               | النتيجة |
| ----- | --------------------- | ------- |
| 2015  | جائزة المانغا القادمة | فوز     |

## روابط خارجية
- الموقع الرسمي
- الحب صعب على الأوتاكو على موقع ANN manga (الإنجليزية)